# Лєдков Василь Миколайович
Василь Миколайович Лєдков (16 грудня 1933 — 7 березня 2002) — ненецький поет, прозаїк і перекладач.
Народився в сім'ї оленяра в грудні 1933 року (за іншими даними — в 1935 році). З 1942 року навчався в школі селища Чорна, а потім на острові Варандей. Кілька разів тікав зі школи, тому закінчив семирічку лише в 1951 році. В тому ж році направлений в Ленінград на трирічні підготовчі курси. У 1959 році закінчив філологічний факультет педагогічного інституту імені О.І. Герцена. Після закінчення навчання повернувся в Ненецький національний округ, де працював учителем, а потім літспівробітником і відповідальним секретарем окружної газети «Няръяна вындер». У той же час почав писати вірші, які публікувалися в газетах «Няръяна вындер» і «Правда Півночі», а також в альманасі «Літературна Північ», журналах «Звезда», «Огонёк», «Сибирськие огни». У 1960 році окремим виданням вийшла його перша збірка віршів «Дітям мого стійбища». Роком пізніше у співавторстві з земляком Олексієм Пичковим видав збірку віршів «Далеко Сэрне моя живёт». У 1962 році став членом Спілки письменників.
У 1962-1965 роках був слухачем Вищих літературних курсів Спілки письменників СРСР при Літературному інституті імені Горького (Москва). За цей час він написав повісті «Синява в аркані» (автобіографічна), «Заметілі лягають до ніг» (про становлення колгоспу в тундрі). У 1967 році обраний заступником відповідального секретаря Архангельської обласної письменницької організації. У цей період видаються його поетичні збірки «Швидконоге оленятко», «Вербове море», «Сонце сну позбулося», «Снігова держава», «Пісня — мій парус», «Блакитна стріла», «Штрихи», «Сніг розтане» та інші.
В.М. Лєдков — автор романів «Місяць малої темряви», «Люди Великої Ведмедиці». Він переклав на ненецьку мову багато творів російських письменників. У свою чергу, твори Лєдкова перекладені на ряд мов народів світу. Його книга «Біла держава» в 2000 році отримала Всеросійську літературну премію імені Федора Абрамова. Остання праця Лєдкова — переклад на ненецьку мову фінно-угорського епосу «Калевала». 
Останні роки життя провів у місті Архангельську, член земляцтва «Тосавэй». Похований у місті Архангельську.

## Пам'ять
Ім'я Василя Лєдкова присвоєно вулиці в Нарьян-Марі. 